# Жан Кестемберг
Жан Кестемберг (на френски: Jean Kestemberg) е френски психиатър и психоаналитик.

## Биография
Роден е през 1912 година в Келце, Полша, в буржоазно еврейско семейство. През 30-те години учи медицина в Париж, поради ограниченията в квотите за евреи. През 1937 г. се присъединява към Международната бригада като лекар и помага по време на Испанската гражданска война. През Втората световна война участва в полската съпротива, но е принуден да емигрира през 1942 в Мексико. На кораба, с който пътува, среща Евелин Хасин, която става негова съпруга.
След войната се завръща във Франция и е натурализиран и се подлага на анализа при Жак Лакан. През 1953 г. става член на Парижкото психоаналитично общество. Заедно с жена си Жан работи по методите на индивидуалната психоаналитична психодрама. През 1974 г. заедно с Рене Анжелер открива Центъра за психоанализа и психотерапия в рамките на Центъра за душевно здраве в Париж. След неочакваната му смърт през 1975 г., дейностите му са продължени от жена му Евелин Кестемберг.